# Посвідка на тимчасове проживання

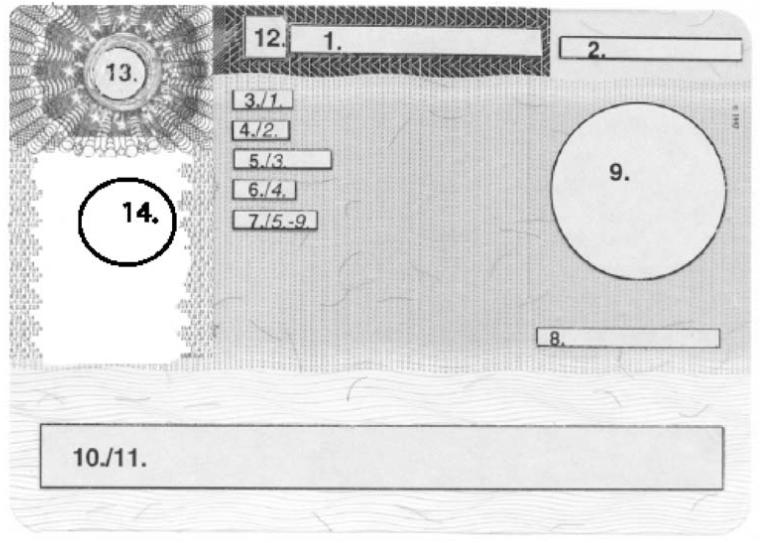
ЄС — уніфікований зразок дозволу на проживання у формі наліпки (розташування полів)

Дозвіл на проживання (англ. residence permit, фр. titre de séjour, ісп. permiso de residencia, італ. permesso di soggiorno, нід. verblĳfstitel, пол. zezwolenie na pobyt czasowy) — це документ або картка, яка потрібна в деяких регіонах, що дозволяє іноземцям проживати в країні протягом визначеного або необмеженого терміну. Це можуть бути дозволи на тимчасове проживання або постійне проживання. Точні правила варіюються залежно від регіону. У деяких випадках (напр., у Великій Британії) тимчасовий дозвіл на проживання потрібен для продовження перебування понад деякий поріг, і може бути проміжним кроком до подачі заявки на постійне проживання. У деяких мовах (напр., англійською, іспанською та італійською) використовується термін «дозвіл», у німецькій і голландській «титул».

## Уніфіковане оформлення посвідки на проживання в ЄС

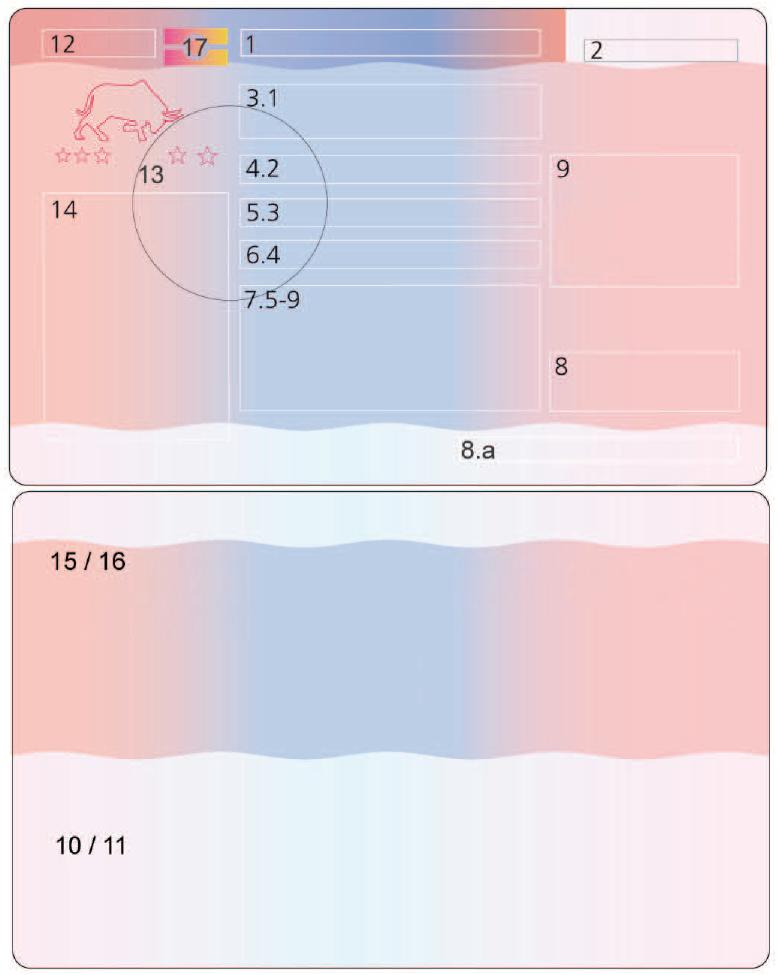
Найпоширеніша форма посвідки на проживання: уніфікований зразок у форматі картки ISO/IEC 7810

Поняття посвідки на проживання проникло в національні законодавства насамперед через розпорядження ЄС №. 1030/2002, яке замінено розпорядженням ЄС №. 380/2008.  Інші країни Європейської економічної зони (Ісландія, Ліхтенштейн та Норвегія) а також Швейцарія також зобов'язані включити положення посвідки в свої національні законодавства.
Рішення про уніфікацію дозволу на проживання на адміністративному рівні прийняли на 5 років раніше, 16-го грудня 1996.
Розпорядження передбачає три варіанти видачі посвідки на проживання кожен з яких заснований на специфікаціях ICAO про машиночитні або про мачиночитні проїзні документи:
- "вклейка" в паспорт. Такий варіант поширений наприклад у Фінляндії, Латвії, Швеції, Чехії та Угорщині.
- "кредитна картка" маленького формату ID-1[de] та
- "кредитна картка" більшого формату ID-2[de].